# 磨拉岩
磨拉岩（英語：Molasse）是指在上升山脈前形成陸相碎屑沉積物。磨拉岩和造山運動有關，通常聚集在前陸盆地，碎屑物顆粒的變化，一般反應造山運動的强烈。